# Jean Abélanet
Jean Abélanet, né et mort à Rivesaltes (1925-2019), est un préhistorien français, spécialiste de l'art rupestre du Sud de la France et des mégalithes du département français des Pyrénées-Orientales.

## Biographie

### Formation et carrière
Né le 20 août 1925 à Rivesaltes dans une famille modeste de viticulteurs, il suit des études secondaires au Petit Séminaire, où il obtient son baccalauréat en 1944, puis des études classiques au Grand Séminaire de Perpignan. Il est ordonné prêtre en 1948, l’année où il visite la caune de l'Arago, à Tautavel, dont il identifie le remplissage préhistorique. Il est nommé vicaire à Céret de 1956 à 1959. Jusqu'en 1965, il est professeur de lettres au Petit séminaire, puis curé à Vernet-les-Bains de 1965 à 1970, année où il quitte les ordres avec l’autorisation de sa hiérarchie. Il se marie en Belgique en 1971.
En 1949, il obtient un certificat d'études supérieures en préhistoire et en études latines à Montpellier, puis, en 1960, une licence ès Lettres (grec, grammaire et philologie) à l'Institut catholique de Toulouse. Il est allocataire de recherches au CNRS pour ses travaux en préhistoire entre 1968 et 1978,. En 1975, il est chargé des cours d'art et archéologie à l'université de Perpignan où il inaugure l'enseignement de la Préhistoire. En 1977, il soutient sa thèse de doctorat consacrée à l'étude des roches gravées du Roussillon et devient titulaire de la première chaire de préhistoire de cette université. Formé au musée Borély, il est nommé en 1978 conservateur du musée de Tautavel nouvellement créé, poste qu'il conservera jusqu'à sa retraite en 1990,.
Il meurt le 21 mars 2019 à Rivesaltes.

### Travaux de préhistorien
C'est au contact de Pierre Ponsich dès 1943 qu'il prend goût à l'archéologie,. Après guerre, il explore la Cerdagne et les Corbières. Dès 1949, il fouille la grotte et l'abri sous roche du Pas-Estrét à Saint-André-d'Allas mais il doit abandonner le chantier en 1951 après un pillage du site par un collectionneur local,. En 1952, il explore plusieurs ossuaires chalcolithiques de la vallée du Roboul puis il fouille la Cova de l'Esperit, à Salses-le-Château, où il authentifie une occupation datée du Néolithique ancien,. En 1956, il fouille la grotte des Châtaigniers, à Vingrau, puis la Cova de la Dona en Vallespir. En 1962, il participe aux fouilles d'Henry de Lumley à Quinson et visite plusieurs fouilles d’urgence dans le Vercors sous la conduite de Jean Courtin. En 1964, il participe à la première fouille de Tautavel sous la direction des Lumley.
En 1954, il lance les premières fouilles de la grotte d'Embulla, à Corneilla-de-Conflent, dont le niveau archéologique est initialement attribué au Magdalénien (ultérieurement au Solutréen) puis il effectue un relevé des peintures pariétales de la Cova Bastera, découverte par l'abbé Glory. Durant les années 1960-1970, il prospecte en plein air les formations alluviales de la plaine du Roussillon à la recherche de témoignages des premiers peuplements du Paléolithique. Il découvre ainsi le site magdalénien de la Teulera, à Tautavel, et le site solutréen des Espasols à Vingrau.
En 1979, il fouille avec Jean Guilaine la Balma de la Margineda, en Andorre. Chargé dès 1967 d'une première mission officielle au mont Bego, il devient peu à peu un spécialiste de l'art rupestre postglaciaire européen. En 1983, il identifie les gravures rupestres paléolithiques (bouquetin, isard, vautour) du rocher gravé de Fornols,. En 1986, il publie son ouvrage Signes sans paroles. Cent siècles d'art rupestre en Europe occidentale qui deviendra un ouvrage de référence sur le sujet.
En parallèle, il poursuit un travail méthodique de recensement et d'identification des sites mégalithiques des Pyrénées-Orientales dont il enrichit considérablement l'inventaire, travaux concrétisés par la publication en 2011 de son ouvrage Itinéraires mégalithiques : dolmens et rites funéraires en Roussillon et Pyrénées nord-catalanes.

## Publications
Ses ouvrages sont publiés en catalan sous le nom de Joan Abelanet et en français sous son nom propre.
- Jean Abélanet, Signes sans paroles. Cent siècles d'art rupestre en Europe occidentale, Paris, Hachette, 1986, 352 p.
- Jean Abélanet, Les roches gravées nord-catalanes, Prades, Terra Nostra, coll. « Prehistòria de Catalunya nord », 1989, 209 p.
- (ca) Joan Abélanet, Aquells homes dels temps passats : prehistòria del País Català, Canet, Trabucaire, coll. « Història », 1992, 205 p. (ISBN 2-905828-37-4)

- Jean Abélanet, Lieux et légendes du Roussillon et des Pyrénées catalanes, Canet, Trabucaire, coll. « Mémoires de pierres, souvenirs d'hommes », 2008, 189 p. (ISBN 9782849740798)
- Jean Abélanet, Itinéraires mégalithiques : dolmens et rites funéraires en Roussillon et Pyrénées nord-catalanes, Canet, Trabucaire, 2011, 350 p. (ISBN 9782849741245)

## Distinctions
- Officier de l'ordre des Arts et des Lettres (2009)[7]